# 森正夫
森 正夫（もり まさお、1935年12月11日 - ）は、日本の中国史学者、名古屋大学名誉教授。

## 略歴
京都府出身。京都府立洛北高等学校卒、1958年京都大学文学部東洋史学科卒、1963年同大学院博士課程単位取得退学。1989年「明代江南土地制度の研究」で文学博士。1963年名古屋大学文学部助手、1967年高知大学教育学部専任講師、1968年助教授、1970年名大文学部助教授を経て、1980年教授、1989-1991年文学部長を務め、1998年定年退官、名誉教授となる。1998-2001年愛知県立大学学長。明清史が専門。
2013年11月瑞宝中綬章受章。

## 著書
- 『李大釗』 (中国人物叢書) 人物往来社 1967
- 『明代江南土地制度の研究』 (東洋史研究叢刊) 同朋舎出版 1988
- 『森正夫明清史論集』全3巻　汲古書院、2006

第1巻) 税糧制度・土地所有
第2巻) 民衆反乱・学術交流
第3巻) 地域社会・研究方法

### 共編著
- 『中国民衆叛乱史』全4巻 谷川道雄共編 平凡社東洋文庫 1978-1983
- 『中国 下』 (地域からの世界史）加藤祐三共著 朝日新聞社 1992
- 『江南デルタ市鎮研究 歴史学と地理学からの接近』編 名古屋大学出版会 1992